# Sanremo-Festival 1956
Die sechste Ausgabe des Festival della Canzone Italiana di Sanremo fand 1956 vom 8. bis 10. März im städtischen Kasino in Sanremo statt und wurde von Fausto Tommei und Maria Teresa Ruta moderiert.

## Ablauf

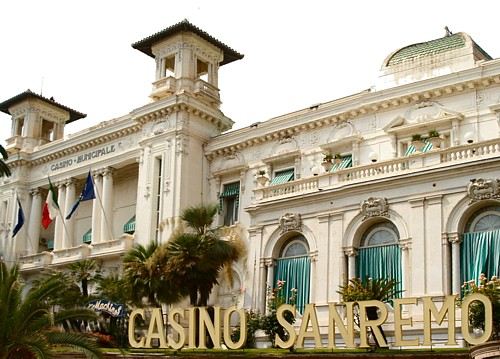
Das städtische Kasino, Veranstaltungsort des Sanremo-Festivals

Nachdem im letzten Jahr der stark favorisierte Claudio Villa gewonnen hatte, beschloss man bei der RAI, nur noch unbekannte Sänger im Wettbewerb antreten zu lassen, damit die Abstimmung der Jury wieder rein die Qualität des Liedes bewerte. Zu diesem Zweck wurde ein italienweiter Wettbewerb für neue Gesangstalente ausgeschrieben, an dem knapp 6.500 Personen teilnahmen. Vom 12. bis 14. Januar fand das live im Radio übertragene Finale der Vorauswahl statt, im Laufe dessen das Radiopublikum mittels Einsendung von Postkarten abstimmen konnten; von zwölf Finalisten qualifizierten sich so sechs für das Sanremo-Festival. Neben dieser Erneuerung des Teilnehmerfeldes wurde auch die Regel, dass jedes Lied in zwei Versionen präsentiert wird, wieder abgeschafft.
Vom Moderatorenduo der letzten Ausgabe blieb Maria Teresa Ruta erhalten, an ihrer Seite trat neu Fausto Tommei in Erscheinung; letzterer hatte im Vorfeld bereits das Finale des Newcomer-Wettbewerbs moderiert. Das Orchester wurde komplett ausgetauscht, Dirigenten waren Gian Stellari und der Brite George Melachrino. An den ersten beiden Tagen wurden je zehn Lieder präsentiert, wovon immer fünf sich nach Bewertung durch die Jury für das Finale qualifizieren konnten. Als Siegerin dieser Ausgabe ging Franca Raimondi mit dem Lied Aprite le finestre hervor, das nach einem der strengsten Winter des 20. Jahrhunderts den Frühling heraufbeschwor.
Am Abend nach dem Finale veranstaltete die RAI noch eine musikalische Rückschau auf die vergangenen fünf Jahre des Festivals, bei der ehemalige Teilnehmer und sonstige Beteiligte zu Gast waren.

## Teilnehmende Beiträge
| Platzierung | Interpret                            | Lied                           | Autoren                                 |
| ----------- | ------------------------------------ | ------------------------------ | --------------------------------------- |
| 1           | Franca Raimondi                      | Aprite le finestre             | Pinchi, Virgilio Panzuti                |
| 2           | Tonina Torrielli                     | Amami se vuoi                  | Mario Panzeri, Vittorio Mascheroni      |
| 3           | Luciana Gonzales                     | La vita è un paradiso di bugie | Diego Calcagno, Nino Oliviero           |
| 4           | Tonina Torrielli                     | Il cantico del cielo           | Alberto Testa, Carlo Alberto Rossi      |
| 5           | Ugo Molinari                         | La colpa fu                    | Gippi, Luciano Beretta, Eros Sciorilli  |
| 6           | Tonina Torrielli                     | Il bosco innamorato            | Gian Carlo Testoni, Gorni Kramer        |
| 7           | Ugo Molinari                         | Albero caduto                  | Giuseppe Fiorelli, Mario Ruccione       |
| 8           | Gianni Marzocchi                     | Musetto (La più bella sei tu)  | Domenico Modugno                        |
| 9           | Ugo Molinari                         | Nota per nota                  | Guido Viezzoli                          |
| 10          | Ugo Molinari                         | Due teste sul cuscino          | Gian Carlo Testoni, Furio Rendine       |
|             | Clara Vincenzi und Gianni Marzocchi  | Anima gemella                  | Gian Carlo Testoni, Carlo Alberto Rossi |
|             | Luciana Gonzales                     | È bello                        | Danpa, Dante Vignali                    |
|             | Gianni Marzocchi                     | Ho detto al sole               | Riccardo Morbelli, Falco                |
|             | Franca Raimondi und Gianni Marzocchi | Lucia e Tobia                  | Mario Panzeri, Giovanni D’Anzi          |
|             | Clara Vincenzi                       | Lui e lei                      | Simoni, Faccenna, Casini                |
|             | Luciana Gonzales                     | Parole e musica                | Rastelli, Silvestri                     |
|             | Tonina Torrielli                     | Qualcosa è rimasto             | Pinchi, Spaggiari                       |
|             | Franca Raimondi und Clara Vincenzi   | Sogni d’or                     | Armando Costanzo, Paolo Maschio         |
|             | Franca Raimondi                      | Il trenino del destino         | Bixio Cherubini, Mario Schisa, Trama    |
|             | Clara Vincenzi                       | Il trenino di latta verde      | Gigante, Martelli, Neri                 |

## Erfolge
Für den 1956 erstmals stattfindenden Eurovision Song Contest entsandte die RAI sowohl die Siegerin Raimondi als auch die Zweitplatzierte Tonina Torrielli mit ihren jeweiligen Sanremo-Beiträgen; die Platzierungen sind unbekannt. Tatsächlich war Tonina Torrielli der einzige Teilnehmer dieser Ausgabe des Sanremo-Festivals, der im Anschluss noch eine Gesangskarriere absolvierte; der Rest der ausgewählten Newcomer verschwand rasch wieder von der Bildfläche, auch Siegerin Raimondi. Wenig besser erging es den Liedern des Wettbewerbs; nur Musetto (La più bella sei tu), das der junge Domenico Modugno geschrieben hatte, gewann später noch an Popularität.